# 厚原スポーツ公園
厚原スポーツ公園（あつはらスポーツこうえん）は、静岡県富士市厚原字土手下に位置する公園。

## 概要
駿河湾工業用水貯水タンク上を、スポーツ用の広場に改造した公園で、自由広場、砂場、遊具、ソフトボール場、サッカー場、テニス場、駐車場などの施設がある。総面積は4.07ヘクタール。
道路を挟んだ東側には厚原浄水場があり、北には富士市立丘小学校が位置する。
毎年、丘地区桜まつり、丘地区夏まつりなどの地元のイベントなどがこの公園で行われる。